# Karl-Johan Johnsson
Karl-Johan Johnsson (Ränneslöv, 28 gennaio 1990) è un calciatore svedese, portiere dello Strasburgo.

## Carriera
Il 17 agosto 2024 viene acquistato dallo Strasburgo.

## Statistiche

### Presenze e reti nei club
Statistiche aggiornate al 10 novembre 2024.
| Stagione          | Squadra           | Campionato        | Campionato | Campionato | Coppe nazionali | Coppe nazionali | Coppe nazionali | Coppe continentali | Coppe continentali | Coppe continentali | Altre coppe | Altre coppe | Altre coppe | Totale | Totale | Totale |
| Stagione          | Squadra           | Comp              | Pres       | Reti       | Comp            | Pres            | Reti            | Comp               | Pres               | Reti               | Comp        | Pres        | Reti        | Pres   | Reti   |        |
| ----------------- | ----------------- | ----------------- | ---------- | ---------- | --------------- | --------------- | --------------- | ------------------ | ------------------ | ------------------ | ----------- | ----------- | ----------- | ------ | ------ | ------ |
| 2008              | Halmstad          | A                 | 1          | 0          | CS              | -               | -               | -                  | -                  | -                  | -           | -           | -           | 1      | 0      |        |
| 2009              | Halmstad          | A                 | 3          | -9         | CS              | 2               | -3              | -                  | -                  | -                  | -           | -           | -           | 5      | -12    |        |
| 2010              | Halmstad          | A                 | 9          | -10        | CS              | 1               | -1              | -                  | -                  | -                  | -           | -           | -           | 10     | -11    |        |
| 2011              | Halmstad          | A                 | 24         | -48        | CS              | 2               | -4              | -                  | -                  | -                  | -           | -           | -           | 26     | -52    |        |
| 2012              | Halmstad          | S                 | 32         | -37        | CS              | 0               | 0               | -                  | -                  | -                  | -           | -           | -           | 32     | -37    |        |
| Totale Halmstad   | Totale Halmstad   | Totale Halmstad   | 69         | -104       |                 | 5               | -8              |                    | -                  | -                  |             | -           | -           | 74     | -112   |        |
| gen.-giu. 2013    | N.E.C.            | ED                | 1          | -1         | CO              | -               | -               | -                  | -                  | -                  | -           | -           | -           | 1      | -1     |        |
| 2013-2014         | N.E.C.            | ED                | 31         | -73        | CO              | 4               | 0               | -                  | -                  | -                  | -           | -           | -           | 35     | -73    |        |
| Totale N.E.C.     | Totale N.E.C.     | Totale N.E.C.     | 32         | -74        |                 | 4               | 0               |                    | -                  | -                  |             | -           | -           | 36     | -74    |        |
| 2014-2015         | Randers           | SL                | 32         | -28        | CD              | 1               | 0               | -                  | -                  | -                  | -           | -           | -           | 33     | -28    |        |
| 2015-2016         | Randers           | SL                | 32         | -41        | CD              | 1               | -2              | UEL                | 4                  | -1                 | -           | -           | -           | 37     | -44    |        |
| Totale Randers    | Totale Randers    | Totale Randers    | 64         | -69        |                 | 2               | -2              |                    | 4                  | -1                 |             | -           | -           | 70     | -72    |        |
| 2016-2017         | Guingamp          | L1                | 37         | -51        | CF+CdL          | 5+0             | -5 + 0          | -                  | -                  | -                  | -           | -           | -           | 42     | -56    |        |
| 2017-2018         | Guingamp          | L1                | 38         | -59        | CF+CdL          | 2+0             | -4 + 0          | -                  | -                  | -                  | -           | -           | -           | 40     | -63    |        |
| 2018-2019         | Guingamp          | L1                | 17         | -34        | CF+CdL          | 2+2             | -3 + -3         | -                  | -                  | -                  | -           | -           | -           | 21     | -40    |        |
| Totale Guingamp   | Totale Guingamp   | Totale Guingamp   | 92         | -144       |                 | 11              | -15             |                    | -                  | -                  |             | -           | -           | 103    | -159   |        |
| 2019-2020         | Copenaghen        | SL                | 29         | -35        | CD              | 1               | -1              | UCL+UEL            | 1+11               | 0 + -8             | -           | -           | -           | 42     | -44    |        |
| 2020-2021         | Copenaghen        | SL                | 23         | -37        | CD              | 1               | -1              | UEL                | 3                  | -2                 | -           | -           | -           | 27     | -40    |        |
| 2021-2022         | Copenaghen        | SL                | 0          | 0          | CD              | 1               | -3              | UECL               | 3                  | -7                 | -           | -           | -           | 4      | -10    |        |
| 2022-2023         | Copenaghen        | SL                | 4          | -9         | CD              | 1               | -3              | UCL                | 0                  | 0                  | -           | -           | -           | 5      | -12    |        |
| Totale Copenaghen | Totale Copenaghen | Totale Copenaghen | 56         | -81        |                 | 4               | -8              |                    | 18                 | -17                |             | -           | -           | 78     | -106   |        |
| 2023-2024         | Bordeaux          | L2                | 22         | -33        | CF              | 2               | -4              | -                  | -                  | -                  | -           | -           | -           | 24     | -37    |        |
| 2024-2025         | Strasburgo 2      | N2                | 1          | 0          | -               | -               | -               | -                  | -                  | -                  | -           | -           | -           | 1      | 0      |        |
| 2024-2025         | Strasburgo        | L1                | 3          | -6         | CF              | -               | -               | -                  | -                  | -                  | -           | -           | -           | 3      | -6     |        |
| Totale carriera   | Totale carriera   | Totale carriera   | 339        | -511       |                 | 28              | -37             |                    | 22                 | -18                |             | -           | -           | 389    | -566   |        |

### Cronologia presenze e reti in nazionale
| Cronologia completa delle presenze e delle reti in nazionale ― Svezia | Cronologia completa delle presenze e delle reti in nazionale ― Svezia | Cronologia completa delle presenze e delle reti in nazionale ― Svezia | Cronologia completa delle presenze e delle reti in nazionale ― Svezia | Cronologia completa delle presenze e delle reti in nazionale ― Svezia | Cronologia completa delle presenze e delle reti in nazionale ― Svezia | Cronologia completa delle presenze e delle reti in nazionale ― Svezia | Cronologia completa delle presenze e delle reti in nazionale ― Svezia |
| Data                                                                  | Città                                                                 | In casa                                                               | Risultato                                                             | Ospiti                                                                | Competizione                                                          | Reti                                                                  | Note                                                                  |
| --------------------------------------------------------------------- | --------------------------------------------------------------------- | --------------------------------------------------------------------- | --------------------------------------------------------------------- | --------------------------------------------------------------------- | --------------------------------------------------------------------- | --------------------------------------------------------------------- | --------------------------------------------------------------------- |
| 23-1-2012                                                             | Doha                                                                  | Qatar                                                                 | 0 – 5                                                                 | Svezia                                                                | Amichevole                                                            | -                                                                     | 46’                                                                   |
| 19-1-2015                                                             | Abu Dhabi                                                             | Svezia                                                                | 0 – 1                                                                 | Finlandia                                                             | Amichevole                                                            | -1                                                                    |                                                                       |
| 6-1-2016                                                              | Abu Dhabi                                                             | Estonia                                                               | 1 – 1                                                                 | Svezia                                                                | Amichevole                                                            | -1                                                                    |                                                                       |
| 28-3-2017                                                             | Funchal                                                               | Portogallo                                                            | 2 – 3                                                                 | Svezia                                                                | Amichevole                                                            | -2                                                                    |                                                                       |
| 27-3-2018                                                             | Craiova                                                               | Romania                                                               | 1 – 0                                                                 | Svezia                                                                | Amichevole                                                            | -1                                                                    |                                                                       |
| 6-9-2018                                                              | Vienna                                                                | Austria                                                               | 2 – 0                                                                 | Svezia                                                                | Amichevole                                                            | -1                                                                    | 46’                                                                   |
| 16-10-2018                                                            | Stoccolma                                                             | Svezia                                                                | 1 – 1                                                                 | Slovacchia                                                            | Amichevole                                                            | -                                                                     | 46’                                                                   |
| 8-10-2020                                                             | Mosca                                                                 | Russia                                                                | 1 – 2                                                                 | Svezia                                                                | Amichevole                                                            | -1                                                                    |                                                                       |
| 31-3-2021                                                             | Solna                                                                 | Svezia                                                                | 1 – 0                                                                 | Estonia                                                               | Amichevole                                                            | -                                                                     |                                                                       |
| Totale                                                                |                                                                       | Presenze                                                              | 9                                                                     |                                                                       | Reti                                                                  | -7                                                                    |                                                                       |

## Palmarès

### Club

#### Competizioni nazionali
- Campionato danese: 2

Copenaghen: 2021-2022, 2022-2023
- Coppa di Danimarca: 1

Copenaghen: 2022-2023

### Individuale
- Squadra della stagione della UEFA Europa League: 1

2019-20